# Myrmecia ferruginea
Myrmecia ferruginea är en myrart som beskrevs av Mayr 1876. Myrmecia ferruginea ingår i släktet bulldoggsmyror, och familjen myror. Inga underarter finns listade i Catalogue of Life.